# Bojt
Bojt là một thị trấn thuộc hạt Hajdú-Bihar, Hungary. Thị trấn này có diện tích 26,88 km², dân số năm 2010 là 487 người, mật độ 18 người/km².